# Phantasm (film)
Fantasma (titlu original: Phantasm) este un film american din 1979 produs, regizat și scris de Don Coscarelli. În rolurile principale joacă actorii Michael Baldwin, Bill Thornbury, Reggie Bannister, Kathy Lester și Angus Scrimm. Filmul îl prezintă pe Omul Înalt (Angus Scrimm), un antreprenor supranatural de pompe funebre și răuvoitor, care îi transformă pe cei morți în zombie pitici pentru a forma o armată cu care să cucerească mai multe dimensiuni. Acestuia i se opune un băiat tânăr, pe nume Mike (Michael Baldwin), care încearcă să-l convingă pe fratele său mai mare Jody (Bill Thornbury), dar și pe prietenul lor Reggie (Reggie Bannister), de realitatea acestei amenințări. 
Phantasm este un film independent finanțat la nivel local; distribuția și echipa de producție fiind formate în cea mai mare parte din amatori și profesioniști aspiranți. Deși recenziile filmului au fost împărțite, Phantasm a fost un succes și a devenit un film idol. Atât comentariile pozitive cât și cele negative s-au axat pe narațiunea suprarealistă și imagistica ca într-un vis. Filmul a apărut pe listele mai multor critici cu cele mai bune filme de groază și a fost citat ca o influență asupra unor francize media de groază ulterioare. A avut trei continuări: Phantasm II (1988), Phantasm III: Lord of the Dead (1994) și Phantasm IV: Oblivion (1998). Ultimele două au fost lansate direct-pe-video. În 2014, un al patrulea sequel intitulat  Phantasm V: Ravager a fost anunțat.

## Prezentare
După moartea părinților săi, muzicianul de 24 de ani Jody Pearson are grijă de fratele său Mike de 13 ani într-un mic orășel în care au loc mai multe decese misterioase ale locuitorilor săi. Reggie, un prieten de familie și furnizor de înghețată, se alătură fraților în suspiciunile lor asupra unui antreprenor local de pompe funebre numit Omul Înalt, cel care este responsabil de numeroasele morți. Mike retransmite temerile unei  ghicitoare și nepoatei acesteia despre posibilitatea ca Jody să plece și să-l lase în grija mătușii sale, împreună cu suspiciunile sale despre Omul Înalt. Lui Mike îi este arătată o mică cutie neagră și i se spune să pună mâna pe ea. După ce caseta îi prinde mâna, lui Mike i se spune că nu-i va mai fi frică și după ce panica din sufletul său dispare cutia neagră îi dă drumul. Noțiunea că frica însăși este ucigașul este stabilită și acest lucru este ceea ce-l propulsează pe Mike spre confruntarea finală a filmului cu Omul Înalt.
Mike este urmărit de slujitorii Omului Înalt, piticii. Aceștia sunt păstrați în containere într-o mică cameră albă în care se află un dispozitiv ca un portal între cele două lumi. Piticii sunt creați de Omul Înalt prin învierea celor recent decedați și micșorarea acestora (cu păstrarea masei) pentru a putea munci ca sclavi pe o planetă roșie cu gravitație uriașă. Mike  încearcă să-l convingă pe fratele său de ceea ce se întâmplă cu adevărat.
După ce-i convinge pe Jody și Reggie, cei trei  găsesc camera albă cu containere într-un mausoleu; o poartă către o altă planetă prin care Mike intră parțial și vede alte containere și pitici care l-au vânat pe el și acum sunt folosiți ca sclavi. În timp ce încearcă să scape de Omul Înalt, Reggie este înjunghiat și pare că moare în timp ce Mike și Jody abia reușesc să scape. Ei întocmesc un plan pentru a-l atrage pe Omul Înalt într-o mină părăsită din apropriere pentru a-l prinde în capcană înăuntru. După ce planul le reușește, Mike se trezește ca la începutul filmului în casa lui, stând lângă șemineu cu Reggie lângă el.
Reggie îi spune lui Mike că a fost doar un coșmar și că nu s-ar fi întâmplat nimic de când Jody ar fi murit într-un accident banal de mașină. Mike se duce în camera lui, unde el este șocat să-l vadă pe Omul Înalt care-l așteaptă în spatele ușii. În scena finală, unul dintre slujitorii pitici ai Omului Înalt îl trage pe Mike afară prin oglinda dormitorului.

## Distribuție
- Michael Baldwin ca Mike Pearson:

După moartea părinților săi, Mike încearcă să-l convingă pe fratele său și pe Reggie că un antreprenor local de pompe funebre numit Omul Înalt este responsabil pentru moartea lor. Coscarelli atribuie popularitatea de durată a filmului publicului tânăr care răspunde la aventurile lui Mike.  După ce au colaborat la un film anterior, Coscarelli a scris un film în care Baldwin să fie vedeta principală.:51
- Bill Thornbury ca Jody Pearson:

Jody este fratele mai mare al lui Mike.  După ce părinții lor mor, Jody devine tutorele lui Mike, dar Jody mărturisește prietenii săi că se simte inconfortabil datorită acestei responsabilități.
- Reggie Bannister ca Reggie:

Don Coscarelli s-a inspirat la realizarea personajului Reggie pe prietenul lui Reggie Bannister, pentru care rolul a fost scris; apoi a „răsucit” personajul în direcții noi.  Reggie a fost conceput ca un om obișnuit un prieten loial, și personaj comic.
- Angus Scrimm ca Omul Înalt:

După ce a fost intimidat de Scrimm pe platoul unui film anterior, Coscarelli a decis să facă din Scrimm un mare răufăcător.  Inițial, Scrimm a intrat foarte puțin în pielea personajului, dar a avut mai mult decât o simplă contribuție atunci când Coscarelli a început să aibă încredere în instinctele sale. Scrimm a fost echipat astfel încât să pară mai înalt și mai slab. Coscarelli spunea despre Scrimm că "eu chiar nu am avut nicio idee că va atinge acest nivel la care a ajuns .... n-am prevăzut că va deveni un personaj atât de puternic."
- Kathy Lester ca Femeia în Levănțică:

Tall Man apare și sub forma Lady in Lavender, pe care o folosește pentru a-l seduce și ucide pe Tommy, amicul lui Jody.  Laura Mann apare ca dublura actriței Kathy Lester, meenționată ca Double Lavender.